# Aphrodite Jones
Aphrodite Jones (* 27. November 1958 in Chicago, Illinois) ist eine US-amerikanische Kriminalreporterin, Bestsellerautorin, TV-Produzentin und Gastgeberin der TV-Serie True Crime with Aphrodite Jones. Vorher präsentierte sie die TV-Serie The Justica Hunters und befasste sich als Kriminalreporterin des Fox News Channel für dessen Nachrichtensendungen The O'Reilly Factor und Geraldo At Large seit 2004 mit den großen Gerichtsprozessen gegen Scott Petersen, Michael Jackson und Dennis Rader.

## Leben

### Kindheit
Aphrodite Jones wurde 1958 in Chicago, Illinois als Tochter von Captain Ashton Blair Jones Jr. und Maria Kalloumenous geboren. Ihr Vater diente in der US Army als Taktischer Offizier während des Zweiten Weltkrieges, im Koreanischen Krieg und war später Direktor der Navy Material Laboratory in Brooklyn, New York City, wo er Maria Kalloumenous traf und heiratete. Aus der Ehe gingen zwei Kinder hervor, Aphrodite und Janet. Ihr Vater erhielt den Titel Konteradmiral, als der in Pension ging.

### Ausbildung und Karriere
Nach ihrem Studium an der University of California, Los Angeles arbeitete Aphrodite Jones als Promi Beat Reporter für das United Features Syndicate. 1992 unterrichtete Jones Englisch an der University of Cumberlands in Williamsburg, Kentucky, als sie ihr erstes Buch The FBI Killer mit der schockierenden, wahren Geschichte über Susan Smiths gewaltsame Schlachtung durch ihren FBI-Liebhaber Mark Putnam veröffentlichte, der erste aktive FBI-Agent, der des Mordes überführt wurde. Auf Grundlage dieses Buches entstand 1994 für das Fernsehen der Film Betrayed for Love mit Patricia Arquette und Steven Weber. Jones’ zweites Buch Cruel Sacrifice ist eine Chronik der Ermordung des Teenagers Shanda Sharer durch vier andere Teenager. Wegen der Veröffentlichung verlor Jones ihren Job an der University of Cumberlands, die eine konservative Baptisten-Institution ist. Doch Cruel Sacrifice hielt sich im Jahr 1994 für drei Monate auf The New York Times Best Seller list.
1996 veröffentlichte Jones ihr Buch All She Wanted, basierend auf die letzten Lebenswochen des drei Jahre zuvor vergewaltigten und ermordeten Brandon Teenas. Es war ursprünglich dazu gedacht, den Oscar-ausgezeichneten Film Boys Don’t Cry mit Hilary Swank mit Quellenmaterial zu versorgen, aber der Film wurde extensiv umgeschrieben, was Jones veranlasste, Klage gegen den Filmanbieter Fox Searchlight Pictures zu erheben.
Während der 1990er Jahre war Aphrodite Jones als Kriminalexpertin häufig zu Gast bei US-amerikanischen Talkshows.
Jones ist Gastgeberin und Produzentin der TV-Serie True Crime with Aphrodite Jones, die seit 2010 beim Investigation Discovery Sender läuft. Im Jahr 2010 heiratete sie auch einen Mann, der in der Öffentlichkeit anonym bleiben möchte.

## Leistungen
Eine Ausnahme war Aphrodite Jones, Bestsellerautorin und Kriminalreporterin, die den gesamten Prozess gegen Michael Jackson im Gerichtssaal mitverfolgte. Sie zog anfänglich gemeinsam mit den anderen Reportern am gleichen Strang und hatte die Absicht, Michael Jackson an den Pranger zu stellen. Die globale Propaganda durch die Medien hatte sich schon so verselbstständigt, dass sie einfach annahm, ihre Journalistenkollegen lägen richtig. Nach dem Freispruch begann sie jedoch, sich ernsthaft mit der Person Michael Jackson zu befassen und führte tiefgreifende Recherchen durch, was zur Folge hatte, dass sie ihre Meinung über ihn vollkommenen änderte. Ihr wurde bewusst, dass nicht einmal eine Handvoll der 2.200 Berichterstatter während des Prozesses die tatsächlichen Begebenheiten korrekt wiedergegeben hatten (das sind weniger als 0,2 %). Die große Mehrheit der Reporter kannte die Fakten auch gar nicht, denn sie waren auch nicht direkt im Gerichtssaal anwesend und stürzten sich einfach auf das, was die Gerichtsreporter von sich gaben. Niemand hatte sich nach dem Freispruch bei Michael Jackson dafür entschuldigt, ihn als „Kinderschänder“ oder „Pädophilen“ porträtiert zu haben. Aphrodite Jones war eine der ganz wenigen, die nach dem Prozess das Bedürfnis hatten, die begangenen journalistischen Fehler wiedergutzumachen. Der Freispruch und die Urteilsbegründung machten sie nachdenklich, und sie begann eigene Recherchen, die ihr immer mehr die Augen öffneten. Deshalb entschloss sie sich, über den Prozess gegen Michael Jackson ein Buch zu verfassen und auf der Grundlage der Fakten alles richtigzustellen. Auf ihre Anfrage hin erhielt sie von Richter Melville die Erlaubnis, sämtliche Prozessdokumente und Beweismaterialien einzusehen. Was daraus entstand, war das aufschlussreiche Buch Michael Jackson – Conspiracy, womit sie bereits im Titel betonte, dass die gesamte Arvizo-Affäre eine Verschwörung darstellte.

## Werke
- 1992: The FBI Killer über Susan Smiths Ermordung durch ihren FBI-Liebhaber Mark Putnam
- 1994: Cruel Sacrifice über den Mord an Shanda Sharer
- 1996: All She Wanted die letzten Lebenswochen des drei Jahre zuvor vergewaltigten und ermordeten Brandon Teena.
- 1998: Della’s Web über die verurteilte Mörderin Della Sutorius
- 1999: The Embrace: A True Vampire Story über den verurteilten Mörderer Rod Ferrell
- 2003: Red Zone: The Behind-the-Scenes Story of the San Francisco Dog Mauling über den Hundangriff, der Diane Whipple tötete
- 2004: A Perfect Husband
- 2007: Michael Jackson Conspiracy über den Kindesmissbrauchsprozess gegen Michael Jackson